# عجائب العمارة الأرمنية السبعة
تعتبر كنيسة الصليب المقدس في جزيرة آخ تامار في بحيرة وان ثالث عجائب العمارة

كنيسة زفارتنوتس

الأرمنية السبعة، ولحسن الحظ تبقى قائمة حتى يومنا هذا. العجائب السبع هي:
- كنيسة زفارتنوتس جمهورية أرمينيا.
- كنيسة آني أرمينيا الغربية.

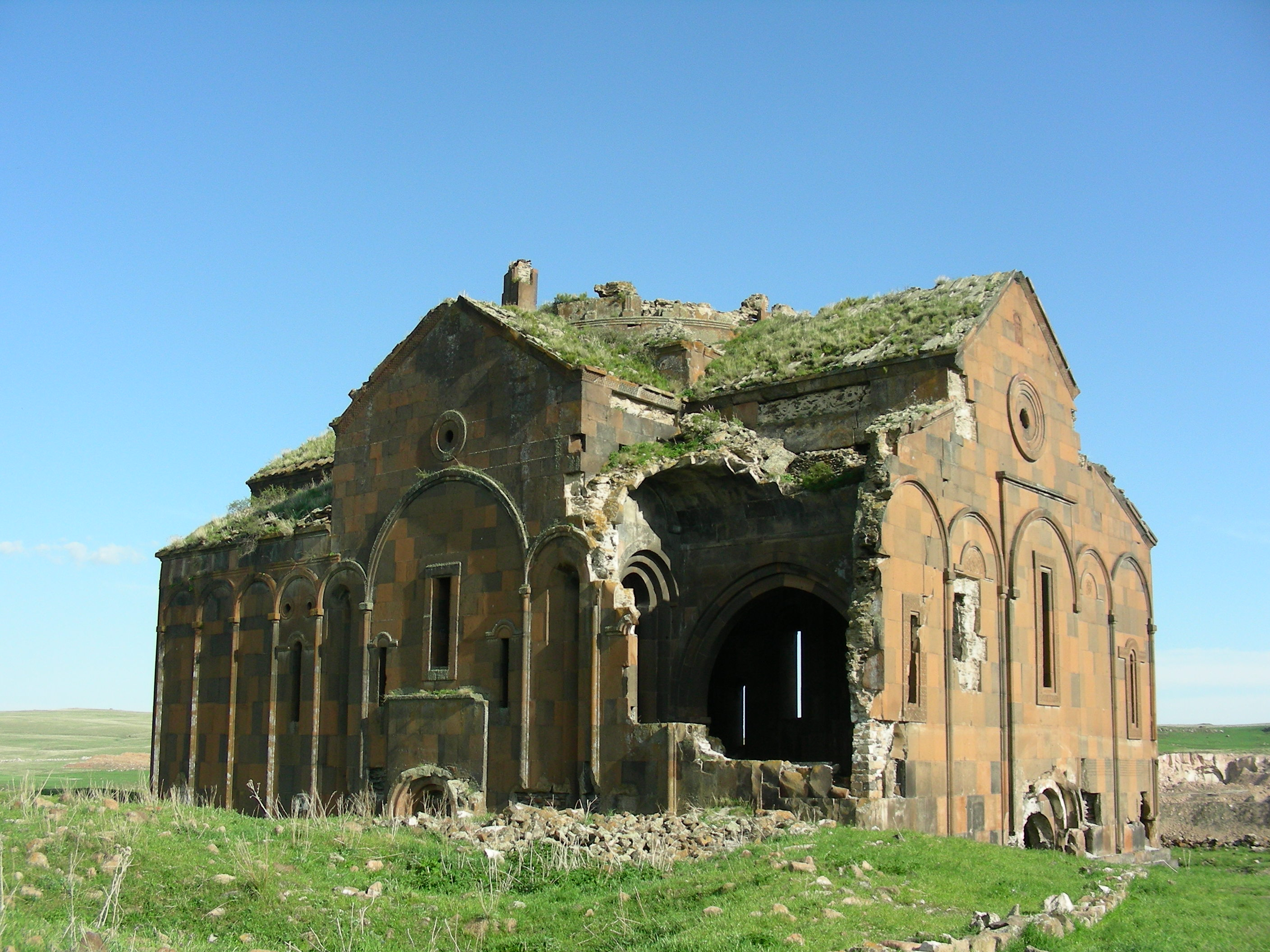
كنيسة آني

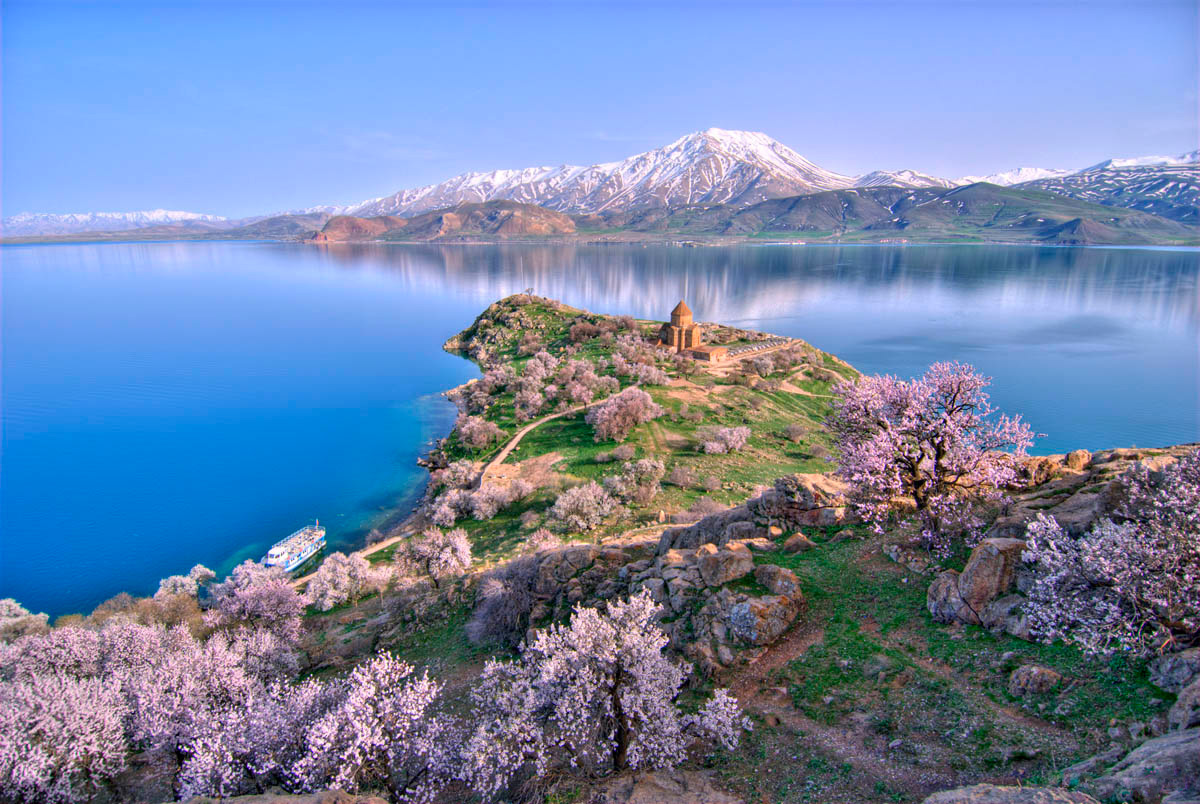
كنيسة الصليب المقدس في آخ تامار

- كنيسة الصليب المقدس في آخ تامار أرمينيا الغربية.
- معبد كارني جمهورية أرمينيا.

- دير هاغبات جمهورية أرمينيا.

- دير كيغارد جمهورية أرمينيا.
- دير كانتساسار آرتساخ.

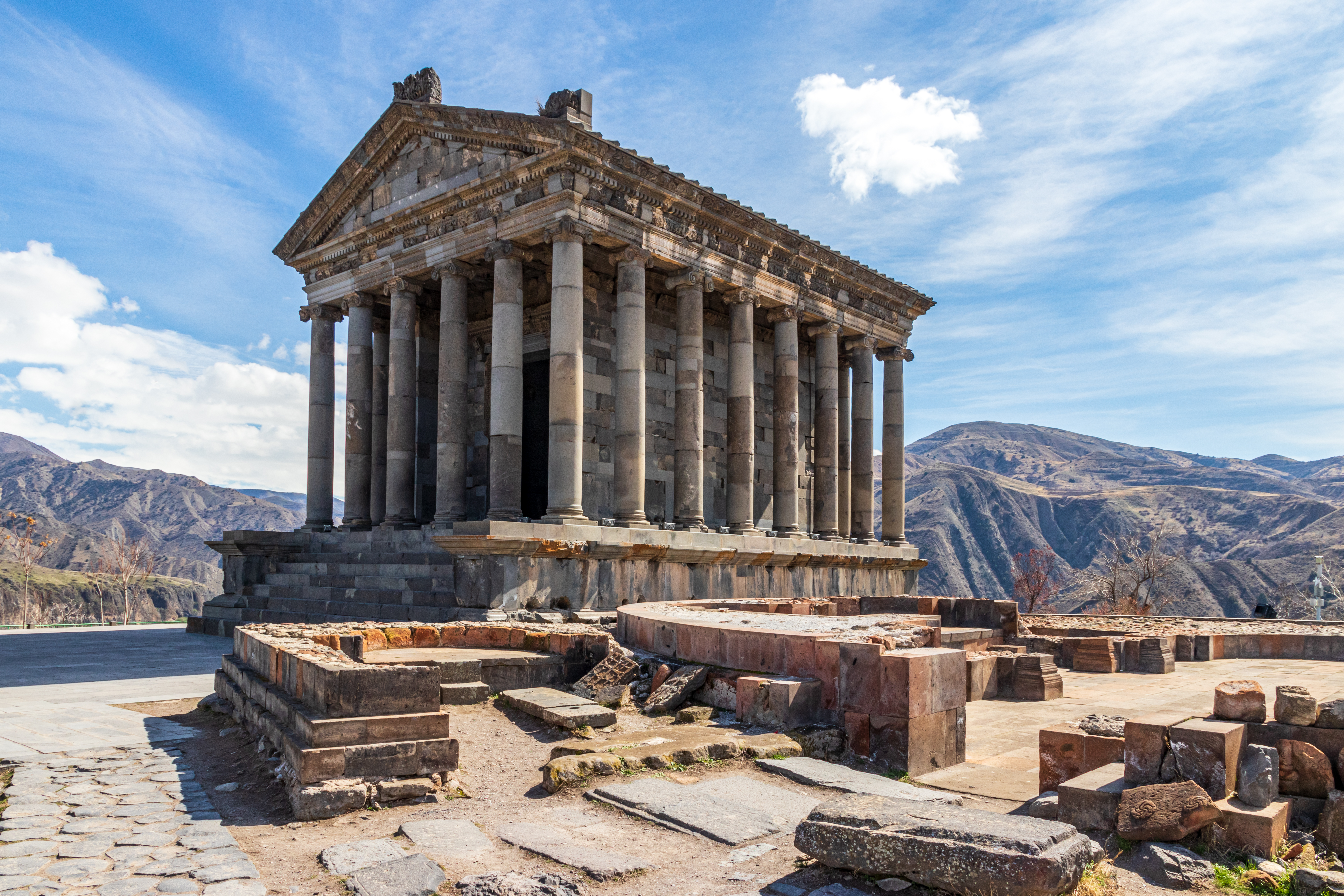
معبد كارني

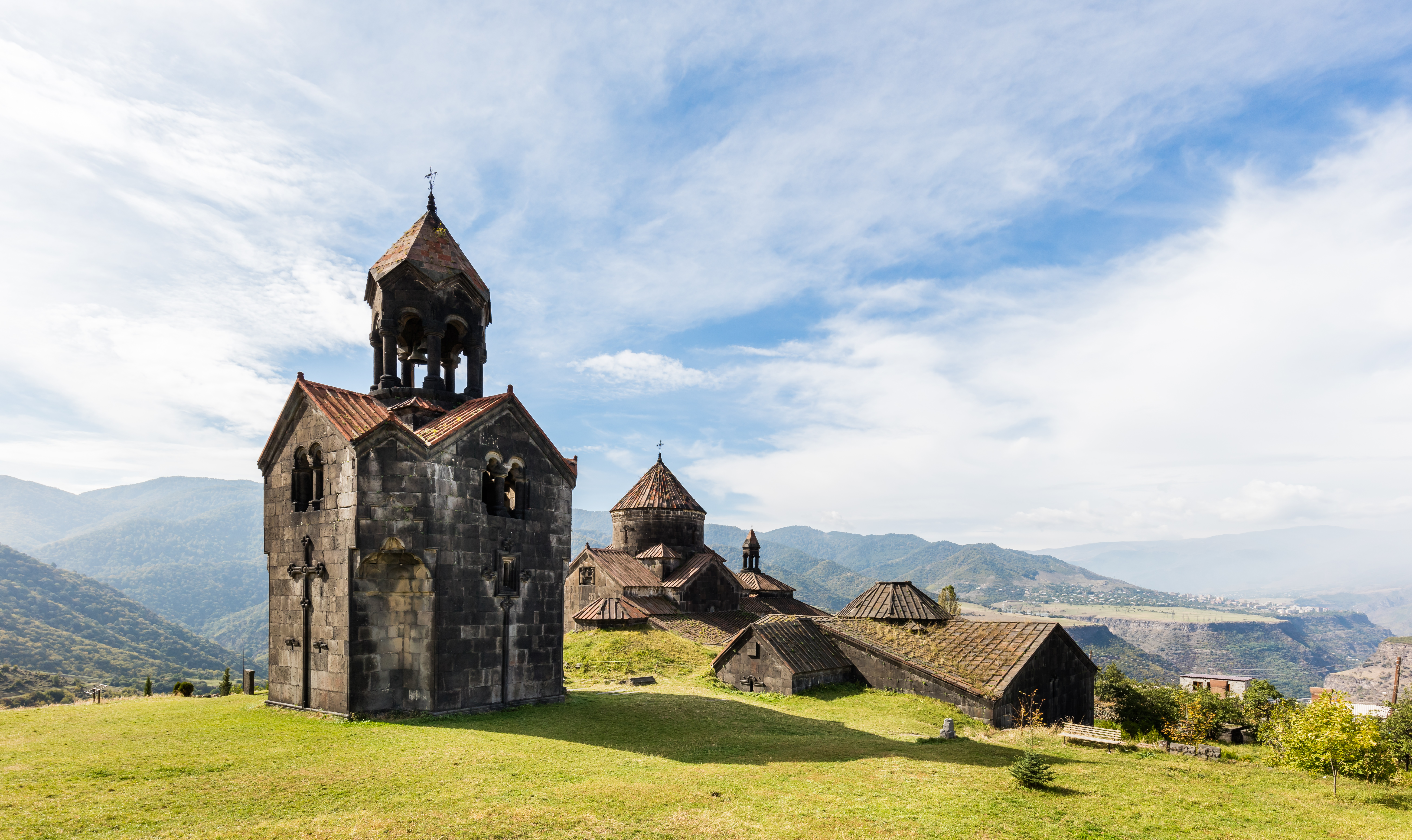
دير هاغبات

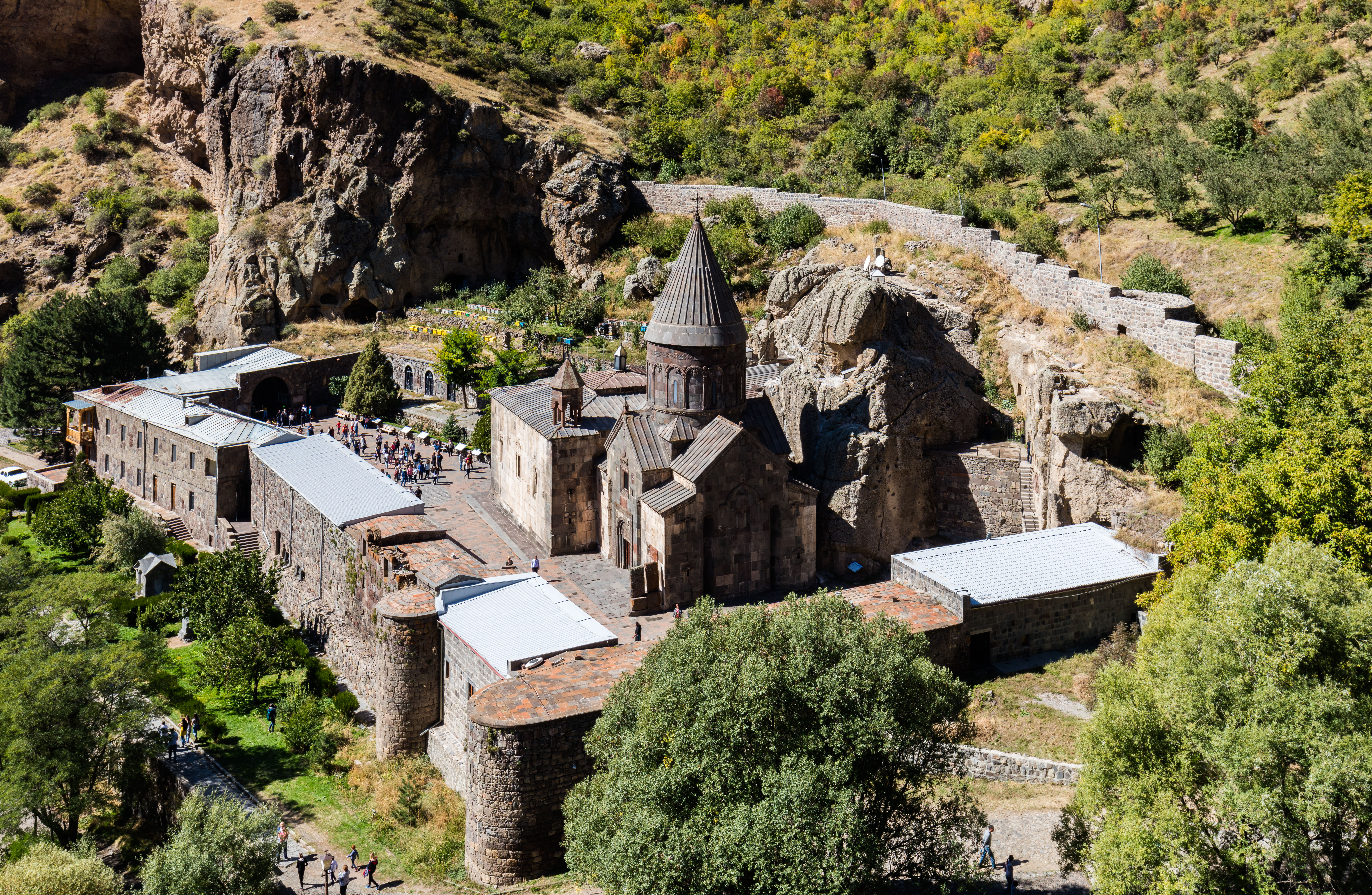
دير كيغارد

جزيرة آخ تامار، كانت لها دور كبيرفي تاريخ الأمة الأرمنية قبل بناء كنيسة الصليب المقدس. لكن بعد بناء الصليب المقدس، آخ تامار والصليب المقدس أندمجا مع بعض وأصبحا جسد واحد، بحيث لا ينفصلان عن بعض، مثلما الجمهورية الأرمنية والشتات الأرمني. أن لم تكن كنيسة الصليب المقدس فوق أراضي آخ تامار، لما كانت لاخ تامار دورها المهم في تاريخنا.وكذلك، ان لم تبنى كنيسة الصليب المقدس في آخ تامار لما كانت لها دورها المهم في تاريخنا. ببناء ثالث عجائب العمارة الأرمنية في جزيرة أخ تامار في بحيرة وان، أصبحت الجزيرة مركز أمارة خيتينيك الأرتسرونية الأرمنية، وكذلك مركز عاصمة مملكة سيفدينيان الأرتسرونية، ومقر إقامة كاثوليكوسية آخ تامار طويلة المدى التي دامت قرابة 9 قرون، ولعبت

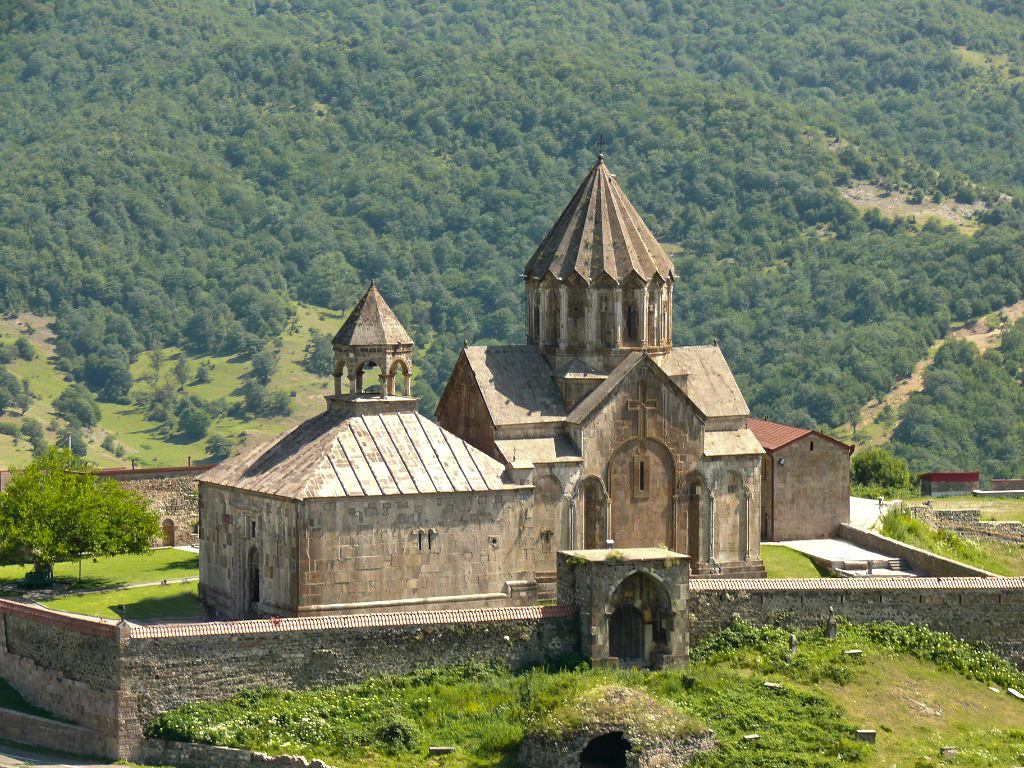
دير كانتساسار

دورا" مهما" في تاريخنا.